# Grunfeldgambiet
Het Grünfeldgambiet is in de opening van een schaakpartij een variant in de Grünfeld-Indische opening waarbij de witspeler de pion op c4 aanbiedt. De openingszetten van dit gambiet zijn: 1.d4 Pf6 2.c4 g6 3.Pc3 d5 4.Lf4
Eco-code D 82
en het is ingedeeld bij halfgesloten spelen.
Externe link
- (en) Partijen www.chessgames.com